# Jordskælvet i Taiwan 1935
Jordskælvet i Taiwan 1935 også kendt som Hsinchu-Taichung jordskælvet 1935, havde en størrelse på 7,1 på Richterskalaen, og fandt sted den 21. april 1935, kl 6:02 lokal tid. Jordskælvets epicenter lå i Sanyi distriktet i Taiwans Miaoli amt. Skælvet krævede 3276 liv og forårsagede massive ødelæggelser. Det er det mest dødbringende der er registreret i Taiwans historie. 

## Konsekvenser
Skælvet kunne mærkes over hele Taiwan, bortset fra i Hengchun på sydspidsen af øen. Det kunne også mærkes på Kinas østkyst på den anden side af Taiwanstrædet. De største ødelæggelser forekom i et 135 kvadratkilometer stort område i Shinchiku Prefekturet, der var en administrativ enhed under det japanske styre frem til 1945. Jordskælvet blev fulgt af et efterskælv, kun 12 sekunder senere, på 6,0 med epicenter i Emei distriktet i Hsinchu amtet.
Udover de 3276 dødsfald, har man registreret 12.053 tilskadekomne, 17.907 huse jævnet med jorden og yderligere 36.781 huse med skader. Desuden blev store dele af øens infrastruktur beskadiget i større omfang.

## Tektonik
Der blev observeret forskydninger i jordskorpen i to zoner. Den nordlige havde overvejende lodrette forskydninger på op til 3 meter. Hvorimod den sydlige zone udviste vandrette forskydninger på op til 1,5 meter og lodrette forskydninger på op til 1 meter. Der blev også observeret likvefaktion flere steder på øen.
Taiwan rammes ofte af jordskælv, og med års mellemrum udløser de desværre også dødsfald. Der går dog mange år mellem de rigtigt store jordskælv. Siden 1736 er der ifølge Taiwans meteorologiske institut, registreret 13 jordskælv med mere end 100 omkomne. Heraf fire skælv (i 1848, 1904, 1935 og 1999) med mere end 1000 døde. 

## Note
Skælvet fandt sted den 21. april lokalt, men på grund af tidsforskellen var det den 20. april i den vestlige verden, hvorfor jordskælvet undertiden er registreret for denne dato.